# Engelska (musik)
Engelska eller anglais (det franska ordet för engelska) är en dansrytm i 2/4- eller 4/4-takt som fått sitt namn för att den ursprungligen kommer från England, från de så kallade country dances. Anglaiserna var från början en hovdans, som sedan spred sig ner till de bredare folklagren. Samma dansrytm har använts inom klassisk musik, då under namnet anglais, och kan då exempelvis förekomma i sviter. I Frankrike utvecklades anglaisen till kadriljen.

## Dansen
En engelska dansas av tre eller fler personer och är en kontradans och liknar ibland en kadrilj i miniatyr. Andra vanliga lokala namn är tretur, fyrtur och sextur, som speglar hur dansarna är uppställda (tre i rad, fyra par respektive sex personer i två rader). Engelskan kan även dansas som ringdans.

## Musiken
Engelskor är inte överallt förekommande i den nordiska spelmansmusiken, men det finns ett stort antal engelskor upptecknade till exempel i Skåne, Blekinge, Halland, Småland, Bohuslän, Västerbotten och Österbotten i Finland. Låtarna är ofta enkla med två repriser om 4 eller 8 takter. Tonarterna är oftast i dur.